# 徐民瞻
徐民瞻，西安（今陕西西安）人，宋朝政治人物。
徐民瞻曾于1195年接替张抃任华亭县知县一职，由樊湛接任。